# جليزا 832
غليس 832  (بالإنجليزية:  Gliese 832)‏ هو قزم أحمر يتواجد على بعد 16.1 سنة ضوئية من الأرض في كوكبة الكركي. حيث اكتشف الفلكيون أيضاً كوكباً غازيا شبيهاً بالمشتري في عام 2009، يستغرق هذا الكوكب حوالي 9 سنوات لاتمام دورة كاملة حول نجمه، كما أنه يقع خارج نطاق المنطقة الصالحة للحياة. أما كوكب غليس 832 c فيبدو مشجعاً أكثر. فبالرغم من اكتشاف كوكبين فقط في ذلك النظام، فيبدو أن الكواكب تتخذ ترتيباً مشابها لنظائرها في المجموعة الشمسية.
يبلغ حجم الكوكب حوالي 5.4 اضعاف حجم الأرض، كما يمتلك مؤشر تشابه مع الأرض حوالي 0.81 ، يعتمد مؤشر التشابه مع الأرض على عدة عوامل للمقارنة منها قطر الكوكب وسرعة الهروب من الجاذبية ودرجة حرارة السطح والكثافة. من الكواكب الأخرى والتي تمتلك مؤشراً مقارباً كوكب Gliese 667 Cc والذي يبعد 22 سنة ضوئية ويملك مؤشر تشابه قدره 0.84 وكيبلر 62 إي والذي يبعد 1200 سنة ضوئية ويملك مؤشر تشابه 0.83 . ولكن يجب الانتباه إلى أن مؤشر التشابه لا يأخذ في الاعتبار صلاحية الكوكب للحياة، مما يجعل غليس 832 c على رأس قائمة الأولويات للمزيد من الدراسة والتحليل.
يستغرق غليس 832 c فقط 36 يوما لإكمال دورة حول نجمه. وبينما يعد ذلك قصيراً جداً بمعاييرنا، فإن النجم الذي يدور حوله أصغر وأبرد بكثير من شمسنا. وتبعاً لذلك فإن غليس 832 c يستقبل نفس كمية الطاقة من نجمه كالتي تستقبلها الأرض من الشمس. أحد أهم العوامل والتي يتوقف عليها تواجد الحياة على كوكب غليس 832 c هو غلافه الجوي. حيث لم يتوصل الباحثون إلى الآن بشكل مؤكد إلى تركيب أو كثافة الغلاف الجوي. إذا كانت الكثافة أعلى مما يجب فقد يؤدي ذلك إلى كونه حاراً جداً بصورة لا يتمكن بها من دعم الحياة، وسيكون كوكب غليس 832 c حينها شبيهاً بالزهرة أكثر من الأرض، اما إذا كان الغلاف الجوي أقل كثافة فقد يمتلك الكوكب أنماطاً للطقس مشابهة لتلك على الأرض، مع وجود تنوع أكبر في الفصول.